# Technicolor (empresa)
Technicolor SA, anteriorment coneguda com a Thomson SA, i abans com a Thomson Multimèdia, és un fabricant francès multinacional d'electrònica i proveïdor de serveis multimèdia establert a Issy-les-Moulineaux, França. La companyia té almenys 60.000 empleats (2004), en 30 països. En 1987, el Thomson Semiconductor Group es va unir amb SGS Microelectrònica d'Itàlia per formar SGS-Thomson. Al maig de 1998, la companyia va canviar el seu nom a STMicroelectronics. El 26 de gener de 2010 van rebatejar l'empresa amb el nom Technicolor, després que l'empresa superés una crisi financera. A més és propietària de Radi Corporation of America (RCA). El 3 de febrer de 2012 va adquirir l'estudi d'efectes especials Duran Duboi. La seu de Technicolor es troba a París, França. Altres oficines principals inclouen Los Angeles, Califòrnia (Estats Units), Nova York, Nova York (Estats Units), Londres (Anglaterra, Regne Unit), Bangalore, Chennai (Índia) i Lawrenceville, Geòrgia (Estats Units).

## Divisions de negoci
- Production Services produeix efectes visuals i animació per a la indústria de l'entreteniment, el màrqueting i la publicitat. Els seus estudis creatius inclouen MPC Film & Episodic, The Mill, Mr. X i Mikros Animation.
- Connected Home dissenya passarel·les de banda ampla i Android STB.
- DVD Services fabrica i distribueix DVD i discos Blu-ray.
- Les llicències de marques gestionen marques comercials.

## Història
Thomson va rebre el nom de l'enginyer elèctric Elihu Thomson, que va néixer a Manchester, Anglaterra, el 26 de març de 1853. Thomson es va traslladar a Filadèlfia, EUA, a l'edat de 5 anys, amb la seva família. Thomson va formar la companyia elèctrica Thomson-Houston el 1879 amb Edwin Houston. La companyia es va fusionar amb Edison General Electric Company per convertir-la en General Electric Company el 1892. El 1893 es va formar a París la Compagnie Française Thomson-Houston (CFTH), una empresa germana de GE als Estats Units. Va ser a partir d’aquesta empresa que el modern grup Thomson evolucionaria.
El 1966, CFTH es va fusionar amb Hotchkiss-Brandt per formar Thomson-Houston-Hotchkiss-Brandt (aviat rebatejada com Thomson-Brandt). El 1968, el negoci electrònic de Thomson-Brandt es va fusionar amb la Compagnie Générale de Télégraphie Sans Fil (CSF) per formar Thomson-CSF. Thomson Brandt va mantenir una participació significativa en aquesta empresa (aproximadament el 40%).

## Canvis empresarials
El 1982, Thomson-Brandt i Thomson-CSF van veure la nacionalització a causa dels esforços de François Mitterrand. Thomson-Brandt va passar a anomenar-se Thomson SA (Société Anonyme) i poc després es va fusionar amb Thomson-CSF. GE va vendre els drets de fabricació de televisors RCA, ProScan i de marca GE i altres productes d’electrònica de consum el 1988 a Thomson Consumer Electronics, a canvi d’alguns dels negocis mèdics de Thomson. Aquell mateix any es va formar Thomson Consumer Electronics i va passar a anomenar-se Thomson SA. El 1995, el govern francès va separar l'electrònica de consum de les empreses de defensa de Thomson Multimedia i Thomson-CSF abans de la privatització el 1999. Després de la privatització, Thomson-CSF va passar per una sèrie de transaccions, inclosa amb Marconi plc, abans de convertir-se en Thales el 2000 El 2005, Thomson va comprar Cirpack i Inventel.
El 2000, Thomson Multimedia va comprar Technicolor a Carlton Television (propietat de Carlton Communications) al Regne Unit i va començar una mudança al mercat de gestió de transmissions, instal·lacions i serveis amb la compra de Corinthian Television, convertint-se en Thomson Multimedia. El primer trimestre del 2001 va comprar la Divisió de Difusió de Koninklijke Philips (Philips Broadcast) i el 2002 va adquirir el Grass Valley Group, Inc. del Dr. Terence Gooding de San Diego, CA. Thomson va comprar la Moving Picture Company a ITV i la start-up d'Internet Singingfish, però després la va vendre a AOL a finals del 2004. El 2004, Thomson va augmentar la seva participació a la companyia Celstream Technologies de Bangalore (Índia), especialitzada en enginyeria de productes. Cirpack, un fabricant de commutadors de softs, va ser constituït i adquirit l'abril de 2005. El juliol de 2005, Thomson va acordar comprar PRN Corporation per 285 milions de dòlars. El desembre de 2005, Thomson va tornar a comprar la part Broadcast & Multimedia del grup Thales.